# Coelichneumon caroni
Coelichneumon caroni là một loài tò vò trong họ Ichneumonidae.